# 1940年のNFLドラフト
1940年のNFLドラフト（1940ねんのNFLどらふと）は、1939年12月9日に開催された第5回目のNFLドラフト。ミルウォーキーのシュレーダーホテルで開催された。
ドラフト全体1位ではテネシー大学のジョージ・カフェゴが指名された。2巡と4巡は5チームのみに指名権が与えられた。1939年のハイズマン賞受賞者のナイル・キニックは、2巡全体14位でブルックリン・ドジャースに指名されて1万ドルのオファーを受けたが入団しなかった。

## 指名選手一覧

### 1巡指名選手
| 指名順位 | チーム                       | 選手名                 | ポジション | 出身大学                 |
| 1        | シカゴ・カージナルス         | ジョージ・カフェゴ     | FB         | テネシー大学             |
| 2        | フィラデルフィア・イーグルス | ジョージ・マカフィー   | QB         | デューク大学             |
| 3        | ピッツバーグ・スティーラーズ | ケイ・イーキン         | HB         | アーカンソー大学         |
| 4        | ブルックリン・ドジャース     | バンクス・マクファデン | HB         | クレムゾン大学           |
| 5        | クリーブランド・ラムズ       | オリー・コーディル     | HB         | ライス大学               |
| 6        | デトロイト・ライオンズ       | ドイル・ネイブ         | QB         | USC                      |
| 7        | シカゴ・ベアーズ             | ブルドック・ターナー   | C          | ハーディン・シモンズ大学 |
| 8        | ワシントン・レッドスキンズ   | エド・ボール           | QB         | ニューヨーク大学         |
| 9        | グリーンベイ・パッカーズ     | ハル・ヴァンエブリー   | HB         | ミネソタ大学             |
| 10       | ニューヨーク・ジャイアンツ   | グレニー・ランスデル   | HB         | USC                      |

### 2巡以降の主な指名選手
| 指名順位 | チーム                   | 選手名           | ポジション | 出身大学           |
| 14       | ブルックリン・ドジャース | ナイル・キニック | バック     | アイオワ大学       |
| 22       | シカゴ・ベアーズ         | ケン・カバノー   | E          | ルイジアナ州立大学 |
| 24       | グリーンベイ・パッカーズ | ルー・ブロック   | バック     | パデュー大学       |

## 殿堂入り選手
この年のドラフトで指名された選手のうち、2名がプロフットボール殿堂入りを果たしている。
- ジョージ・マカフィー - 1966年殿堂入り
- ブルドック・ターナー - 1966年殿堂入り